# Bahnstrecke Uslar–Schönhagen (Han)
| Der Bahnhof Uslar im Mai 2008 |                                     |                                                          |                                                          |
| Streckennummer: | 1802                                |                                                          |                                                          |
| Kursbuchstrecke (DB): | 200c (1958)                         |                                                          |                                                          |
| Kursbuchstrecke: | 176a (1934) 200a (1944, 1945, 1946) |                                                          |                                                          |
| Streckenlänge: | 10,057 km                           |                                                          |                                                          |
| Spurweite: | 1435 mm (Normalspur)                |                                                          |                                                          |
| |                                     |                                                          |                                                          |
| \| \| \| Sollingbahn von Northeim bzw. Anschluss eines Ilse-Werks \| \| \| \| 0,00 \| Uslar⊙ \| Uslar⊙ \| \| \| \| \| \| \| \| \| Sollingbahn nach Bodenfelde/Ottbergen ⊙ \| \| \| \| \| Kreisstraße 449 (Alleestraße) ⊙ \| \| \| \| 3,28 \| Uslar Stadt ⊙ \| Uslar Stadt ⊙ \| \| \| \| Anschluss eines Ilse-Werks \| \| \| \| \| Anschluss der Sollinger Hütte \| \| \| \| \| Bundesstraße B241 ⊙ \| \| \| \| 5,32 \| Sohlingen ⊙ \| Sohlingen ⊙ \| \| \| 7,62 \| Kammerborn ⊙ \| Kammerborn ⊙ \| \| \| \| Ahle ⊙ \| \| \| \| 9,62 \| Schönhagen (Han) ⊙ \| Schönhagen (Han) ⊙ \| \| \| 10,06 \| \| \| |                                     |                                                          |                                                          |
| Strecke |                                     | Sollingbahn von Northeim bzw. Anschluss eines Ilse-Werks | Sollingbahn von Northeim bzw. Anschluss eines Ilse-Werks |
| Bahnhof | 0,00                                | Uslar⊙                                                   | Uslar⊙                                                   |
| Strecke von links · Abzweig ehemals geradeaus und nach rechts |                                     |                                                          |                                                          |
| Strecke nach links · Kreuzung geradeaus oben (Strecke geradeaus außer Betrieb) |                                     | Sollingbahn nach Bodenfelde/Ottbergen ⊙                  | Sollingbahn nach Bodenfelde/Ottbergen ⊙                  |
| Brücke (Strecke außer Betrieb) |                                     | Kreisstraße 449 (Alleestraße) ⊙                          | Kreisstraße 449 (Alleestraße) ⊙                          |
| Bahnhof (Strecke außer Betrieb) | 3,28                                | Uslar Stadt ⊙                                            | Uslar Stadt ⊙                                            |
| Abzweig geradeaus und nach rechts (Strecke außer Betrieb) |                                     | Anschluss eines Ilse-Werks                               | Anschluss eines Ilse-Werks                               |
| Abzweig geradeaus und nach rechts (Strecke außer Betrieb) |                                     | Anschluss der Sollinger Hütte                            | Anschluss der Sollinger Hütte                            |
| Bahnübergang (Strecke außer Betrieb) |                                     | Bundesstraße B241 ⊙                                      | Bundesstraße B241 ⊙                                      |
| Haltepunkt / Haltestelle (Strecke außer Betrieb) | 5,32                                | Sohlingen ⊙                                              | Sohlingen ⊙                                              |
| Haltepunkt / Haltestelle (Strecke außer Betrieb) | 7,62                                | Kammerborn ⊙                                             | Kammerborn ⊙                                             |
| Brücke über Wasserlauf (Strecke außer Betrieb) |                                     | Ahle ⊙                                                   | Ahle ⊙                                                   |
| Bahnhof (Strecke außer Betrieb) | 9,62                                | Schönhagen (Han) ⊙                                       | Schönhagen (Han) ⊙                                       |
| | 10,06                               |                                                          |                                                          |

Die Bahnstrecke Uslar–Schönhagen (Han) war von 1921 bis 1990 eine eingleisige, nichtelektrifizierte und circa zehn Kilometer lange Bahnstrecke in Normalspur im Nordwesten des ehemaligen Kreises Uslar (seit 1932 größtenteils zum Landkreis Northeim) in Südniedersachsen in Deutschland. Die Bahn mit der Streckennummer 1802 hatte bis 1958 die Kursbuchnummer 200c und war eine Zweigstrecke der Sollingbahn Ottbergen–Northeim.
Um sich vom Ortsteil Schönhagen (Eichsfeld) der Gemeinde Uder zu unterscheiden (in dessen Nähe und zu der vorgenannten Gemeinde gehörend interessanterweise wie in Uslar auch der Ort Fürstenhagen zu finden ist), bekam der Bahnhof Schönhagen den Zusatz (Han) für die damalige Provinz Hannover.

## Geschichte
Bereits bei der Projektierung der Sollingbahn wurde über eine Streckenführung von Bodenfelde über Polier weiter nach Schönhagen bis Uslar diskutiert, jedoch wurde diese Bahnstrecke dann über Vernawahlshausen an der Steimke vorbei realisiert. Daraufhin wurde die Bahnstrecke Uslar–Schönhagen (Han) zeitweilig vom Kreis Uslar vorgeschlagen, spätestens ab 1897 als Alternative zur heutigen und am 15. August 1910 eröffneten Bahnstrecke Göttingen–Bodenfelde (Oberweserbahn). Dabei sollte sie diese Strecke ab Verliehausen weiterführen. Sie sollte sogar über Schönhagen hinaus in das Waldgebiet des Sollings auf preußischem Gebiet in den preußischen Teil des Dorfes Neuhaus im Solling (seinerzeit zweigeteilt, da das östliche Neuhaus auf braunschweigischem Territorium lag) und dann weiter nach Silberborn oder alternativ nach Holzminden führen. Dieses wäre jedoch aufgrund des Geländes ab Neuhaus mit einer Steigung von bis zu 1:40 m sehr schwierig gewesen. Eine alternative Weiterführung von Silberborn über Stadtoldendorf an die in Dassel endende Ilmebahn wäre ebenso aufwändig gewesen, da hierfür ein Tunnel notwendig wäre. Durch den Anschluss der beiden ebenfalls zum Kreis Uslar gehörenden Sollingdörfer Silberborn und Neuhaus hätten die dortigen Glashütten und Holzbetriebe profitiert.
Allerdings wurde vom entsprechenden Landtag am 25. Juni 1904 der Bau der Strecke Göttingen–Bodenfelde in ihrem heutigen Verlauf beschlossen, da die direkte Verbindung mit dem Weser-Hafen in Bodenfelde mehr Güteraufkommen versprach als eine Bahn mit End- oder Kreuzungspunkt Uslar. Für die schon damals relativ stark auf das Oberzentrum Göttingen ausgerichtete Bevölkerung Uslars bedeutete dies, dass sie diese Stadt somit immer noch nicht direkt per Bahn erreichen konnte, sondern in Northeim bzw. Bodenfelde umsteigen musste.
Der Bau der Bahnstrecke Uslar–Schönhagen (Han) wurde daraufhin zur Förderung der landwirtschaftlich orientierten Orte im nordwestlichen Teil des Kreises Uslar vorgesehen. Ebenso spielte dabei eine Rolle, dass der Uslarer Bahnhof an der Sollingbahn circa einen Kilometer außerhalb der Stadt im Osten bei der Ortschaft Allershausen lag und sich deshalb insbesondere der Gütertransport schwerer Teile von/zu den in Uslar selbst ansässigen holz- und metallverarbeitenden Firmen schwierig gestaltete, da hierfür auch längere Steigungen (heutige Bahnhofstraße oder alternativ die Bella Clava) bewältigt werden mussten. Durch einen Bahnhof näher zu dieser Industrie im südwestlichen Teil der Stadt Uslar hätte dieser Zustand erheblich verbessert werden können. Insbesondere machte der Käufer der 1914 in Konkurs gegangenen Sollinger Hütte den Neubeginn von einem Gleisanschluss abhängig. Ebenso wäre es damit für die Uslarer Einwohner einfacher gewesen, die Sollingbahn zu erreichen und weiterhin hätten dann die damals in Uslar angesiedelten Ämter einfacher von der Bevölkerung des Kreises erreicht werden können.
Nachdem bereits am 27. März 1914 unter Vorsitz des damaligen Uslarer Landrats Otto Dilthey Vereinbarungen bezüglich des Grundstückserwerbs mit den beteiligten Gemeinden getroffen wurden und auch der Landtag seine Beratungen abgeschlossen hatte, wurde der Bau am 10. Juni 1914 per Gesetz beschlossen. Am 31. Juli 1914 wurde daraufhin ein Vertrag über die betroffenen Grundstücke zwischen dem Kreis Uslar und der Eisenbahndirektion Kassel abgeschlossen.
Der kurz zuvor am 28. Juli ausgebrochene Erste Weltkrieg und dessen Folgen stellten sich im Nachhinein gesehen jedoch als ein großes Hindernis für das Projekt heraus, das eigentlich aufgrund der Topografie relativ einfach umzusetzen war.
So kam es, dass die Vorarbeiten mitsamt der Vermessung erst im Frühjahr 1915 abgeschlossen wurden, mit dem Resultat, dass der Bau in zwei Abschnitten ausgeführt wurde. Der Bau des ersten Stücks vom Bahnhof Uslar bis zur Uslarer Oberhütte (im südwestlichen Teil der Stadt Uslar) wurde im Juli 1915 begonnen, während für den zweiten Teil erst im Sommer 1916 die Ausschreibungen hätten stattfinden können. Genauer genommen begann der zweite Teil dabei am zweiten Abzweig, siehe Streckenübersicht. Die Weiterführung sollte über die Bahnhöfe Sohlingen (Kilometer 5,32; im Südosten von Sohlingen) und Kammerborn (Kilometer 7,62; im Nordwesten) bis zum Endbahnhof in Schönhagen (Kilometer 9,62; im Nordwesten) laufen. Aufgrund des Krieges wurde jedoch der Bau des zweiten Abschnitts durch die Eisenbahndirektion vorerst eingestellt. Der bis dahin aufgeschüttete Teil diente nur als Fußweg und dessen Weiterbau wurde erst am 1. März 1919 als Notstandsarbeit in den nächsten circa zwei Jahren weiter durchgeführt.
Dennoch konnte dieser Abschnitt auch dadurch nicht komplett fertiggestellt werden: Die durch die Hyperinflation Anfang der 1920er Jahre bedingte Überschreitung des ursprünglich geplanten Budgets wurde von der Eisenbahnverwaltung zum Grund genommen, den zweiten Teil der Bahn vorerst nicht weiter zu bauen (12 Millionen Reichsmark statt der ursprünglich veranschlagten 2.160.000 Reichsmark). Der Oberbau des ersten Abschnitts wurde jedoch weiter ausgeführt. Schließlich konnte deshalb am 1. Oktober 1921 dieses 3,28 Kilometer lange erste Teilstück Uslar–Uslar Stadt von der Deutschen Reichsbahn offiziell durch die Eisenbahndirektion Kassel eröffnet werden (inoffiziell wurde dieser Abschnitt schon vorher durch die Industrie genutzt).
Der auf eine Initiative des mittlerweile in Berlin arbeitenden Dilthey im November 1925 zustande gekommene Kompromiss bezüglich der Zinssumme von 7.000 Reichsmark zum weiteren Ausbau bis Sohlingen wurde jedoch nicht angenommen, nachdem bereits mehrere vorangegangene Eingaben bei den Berliner Ministerien vergeblich waren. Erst eine Klage auf den kostspieligen Rückbau des zweiten Teilstücks (insbesondere eines nur halb aufgeschütteten Bahndamms und der halbfertigen Stationsgebäude in Schönhagen und Sohlingen) veranlasste am 4. Mai 1927 die Deutsche Reichsbahn die Strecke fertigzustellen. Sie wurde dann am 1. Oktober 1927, auch wenn das Sohlinger Bahnhofsgebäude noch nicht komplett fertiggestellt worden war, in Betrieb genommen. Auf Betreiben der Gemeinde Schönhagen geschah dies in einem feierlichen Rahmen, wofür eine Lokomotive des Typs 'Preußische T 13' (92 639) mit preußischen Oberlichtwagen eingesetzt wurde. Anwesende waren unter anderem der Reichsbahnpräsident Martin sowie der Uslarer Landrat Karl Langsdorff (Abfahrt war 11:30 Uhr).
Die Bahnhöfe IV. Klasse Sohlingen, Kammerborn (seinerzeit Cammerborn) und Schönhagen (Han) wurden damit gleichzeitig für den Personengepäck-, Expressgut-, Güter- und Tierverkehr sowie für die Abfertigung von Leichen eröffnet, während der Bahnhof IV. Klasse Uslar Stadt um diese Abfertigung ergänzt wurde, nachdem er zuvor nur für den Wagenladungs- und Stückgutverkehr eingerichtet worden war. Ebenso wies dieser Bahnhof wie auch derjenige in Schönhagen eine zweite Rampe zur Kopf- und Seitenverladung auf.
Seitdem verkehrten regelmäßig täglich die folgenden vier Verbindungen:
| Station:         | 1. Fahrt: | 2. Fahrt: |
| ---------------- | --------- | --------- |
| Uslar            | 06:50 Uhr | 18:30 Uhr |
| Uslar Stadt      | 07:07 Uhr | 18:47 Uhr |
| Sohlingen        | 07:19 Uhr | 19:00 Uhr |
| Kammerborn       | 07:27 Uhr | 19:08 Uhr |
| Schönhagen (Han) | 07:34 Uhr | 19:15 Uhr |

| Station:         | 1. Fahrt: | 2. Fahrt: |
| ---------------- | --------- | --------- |
| Schönhagen (Han) | 08:11 Uhr | 19:50 Uhr |
| Kammerborn       | 08:18 Uhr | 19:57 Uhr |
| Sohlingen        | 08:29 Uhr | 20:09 Uhr |
| Uslar Stadt      | 08:45 Uhr | 20:25 Uhr |
| Uslar            | 08:54 Uhr | 20:34 Uhr |

Ab dem 17. Oktober 1927 verkehrte außerdem – zuerst versuchsweise – ein Frühzugpaar.
Ferner wurden ab dem 17. Oktober 1927 die Nahgüterzüge 8725W und 8726W zur Personenbeförderung in der 4. Klasse freigegeben:
| Station (8725W):  | 1. Fahrt:                 |
| ----------------- | ------------------------- |
| Uslar             | 14:45 Uhr                 |
| Uslar Stadt       | 14:52 Uhr (ab: 15:07 Uhr) |
| Sohlingen         | 15:14 Uhr (ab: 15:39 Uhr) |
| Kammerborn        | 15:46 Uhr (ab: 15:47 Uhr) |
| Schönhagen (Han.) | -----                     |

| Station (8726W): | 1. Fahrt:                 |
| ---------------- | ------------------------- |
| Schönhagen (Han) | 16:27 Uhr                 |
| Kammerborn       | 16:33 Uhr (ab: 16:34 Uhr) |
| Sohlingen        | 16:40 Uhr (ab: 17:05 Uhr) |
| Uslar Stadt      | 17:11 Uhr (ab: 17:26 Uhr) |
| Uslar            | 17:35 Uhr                 |

Die Strecke wurde im Wesentlichen nur zwischen Uslar und Uslar Stadt frequentiert, wenn auch dort ebenfalls nur bescheiden. Unter anderem deshalb und durch die schon damals große Verbreitung des PKWs wurde der Personenverkehr bereits am 1. Juni 1958 mit Beginn des damaligen Sommerfahrplans aus Wirtschaftlichkeitsgründen wieder eingestellt und durch Busverkehr ersetzt.
Eine bemerkenswerte Sonderfahrt war jedoch die des Fußballvereins Rot-Weiß Allershausen zu einem Fußballspiel am 26. April 1970 (welches mit 2:1 gewonnen wurde), an der über 120 Personen teilnahmen.
Der Güterverkehr ging seit dem 1. Januar 1974 nur noch bis Sohlingen, da er auf der Gesamtstrecke auch stetig zurückging und sich ebenso der Gleiszustand permanent verschlechterte. Nach einer feierlichen Abschlussfahrt mit Personenbeförderung 1976 wurden die Gleise zwischen Sohlingen und Schönhagen wieder entfernt. Bedingt durch den Strukturwandel der Region einschließlich des Niedergangs der dortigen und früher weltbekannten Möbelindustrie, wurde der Güterverkehr bis nach Sohlingen nach einer Ankündigung im Frühjahr 1988 zum 23. September 1989 mit Beginn des Winterfahrplans ebenfalls offiziell eingestellt, da er zu diesem Zeitpunkt schon seit Jahren auf diesem Stück bedeutungslos geworden war und die Strecke ohnehin schon vor 1989 ab Ortsausgang Uslar nicht mehr genutzt wurde, zumal sich der Zustand auch weiterhin stetig verschlechterte: So betrug 1986 die Höchstgeschwindigkeit bis dorthin nur noch 20 km/h und die Telegrafenleitung wies große Schäden auf. Kurz danach wurden die Gleise samt zugehöriger Installationen bis zum Bahnhof Uslar Stadt noch 1989 entfernt und der Rest inklusive der Installationen ab Bahnübergang über die Bundesstraße 241 bis 1990.
Mittlerweile ist ein großer Teil der Strecke ein gut ausgebauter Rad- und Wanderweg, der am 15. Juni 2003 eröffnet wurde. Einige Stellen sind asphaltiert, andere wurden mit Schotter und festem Split versehen.
Das Bahnhofsgebäude Uslar Stadt wurde bereits in den 1980er und 1990er Jahren als Kneipe (Trödel) genutzt und der zugehörige Lagerschuppen seit circa Mitte der 1980er Jahre als Discothek (Meeting). Anfang der 2000er Jahre jedoch wurde der Lagerschuppen abgerissen und das sanierte Bahnhofsgebäude selbst dient nun (2012) als Wohnhaus und Büro. Das Bahnhofsgelände hingegen dient größtenteils als Parkplatz eines Kfz-Händlers sowie eines Lebensmittelmarktes. Der Bahnhof Kammerborn dient jetzt als Grill- und Spielplatz und das Gelände des Bahnhofs Schönhagen ist mit Familienhäusern überbaut worden, wobei Teile davon auch als Minigolfplatz dienen. Ebenso erinnert im Nordosten des Dorfes ein Gedenkstein an diese Bahnstrecke.

## Weiteres
Heute noch sichtbare größere Strukturen sind:
- Der circa 15 Meter hohe Bahndamm bei Allershausen,
- die Überquerung der Sollingbahn (unter diese Brücke flüchtete sich ein Teil der Allershäuser Bevölkerung beim Einmarsch der amerikanischen Armee im Zweiten Weltkrieg Anfang April 1945) bei Allershausen,
- die Einschnitte südlich des Bergs Eichhagen und nördlich des Wäldchens Eichholz zwischen Allershausen und Uslar mitsamt einer kleinen steinernen Brücke eines Feldwegs,
- die Buntsandstein-Bogenbrücke über die Kreisstraße 449 in Uslar nach Bodenfelde (Alleestraße) samt Damm,
- das Stationsgebäude südlich der Uslarer Wiesenstraße,
- ein Einschnitt zwischen Uslar und Sohlingen unmittelbar nördlich der Bundesstraße 241,
- Lagerhalle am Haltepunkt Sohlingen,
- Reste eines Damms am Ortsausgang der Bundesstraße 241 Sohlingens Richtung Kammerborn,
- nahe der Teufelsmühle zwischen Kammerborn und Schönhagen eine Brücke über die Ahle,
- die Aufschüttung für das Gleisende im nordwestlichen Teil von Schönhagen.

Der Bahnübergang in Allershausen über die Dorfstraße, der hohe Bahndamm sowie die Buntsandstein-Bogenbrücke über die Landesstraße 594 nach Göttingen sind weiterhin Teil der Sollingbahn.
Vier Bahnübergänge mussten durch Posten gesichert werden: Kilometer 3,742, Kilometer 3,853, Kilometer 3,986 und Kilometer 4,031.

## Nutzung
Die Strecke war im Personenverkehr eine der kürzesten Nebenstrecken Deutschlands.
Transportierte Güter waren geschlagenes Holz aus dem Solling, Dünger für die Weiden und Wiesen im Ahletal sowie Basalt für die Forstwege. Auch die Mitte des 20. Jahrhunderts blühende Uslarer Möbelindustrie (Ilse-Werke) sowie eine in Uslar ansässige Metallhütte (Sollinger Hütte) wickelten hierüber ihren Lieferverkehr ab. Bis zur Schließung der Sohlinger Flachsröste 1953 wurde in der Saison auch Flachs angeliefert.
Bedient wurde die Strecke im Güterverkehr die letzten Jahre hauptsächlich von einer Lokomotive des Typs Köf III mit Heimatbahnhof Bodenfelde, ab und zu jedoch auch von einer des Typs Köf II. Ebenso wurde die Strecke für Testfahrten von in der Sollinger Hütte hergestellten Bahnbaumaschinen (z. B. Schotterpflüge und Stopfmaschinen) benutzt, die dort auch Anfang der 1980er Jahre einen der wenigen für den Schienenverkehr umrüstbaren VW-Busse verwendete.

## Verlauf
Die Strecke begann in Allershausen östlich vom Bahnhof Uslar als Abzweig der Sollingbahn Ottbergen–Northeim (heutige Streckennummer 2975, heutige Kursbuchstrecke 356 Nord) in etwa beim dortigen Streckenkilometer 36: Auf Höhe des im November 1995 abgerissenen Stellwerks Uo nahe der Gabelung der Ladestraße in Allershausen stellte Weiche 23 den Abzweig der Hauptstrecke dar und die Kilometrierung der Nebenbahn startete dort mit −0,617 (der Bahnhof selbst lag somit bei Streckenkilometer 0,000). Als Nächstes folgte ein Einfahrtsignal. Am Bahnhof Uslar war seinerzeit die Abfahrt auf einem dritten, südlichen und heute ebenfalls nicht mehr vorhandenem Gleis über den damaligen Bahnsteig C möglich. Hierbei existierten von der Nebenbahn mit den Weichen W8, W9 sowie W21 und W22 (von West nach Ost aufsteigend durchnummeriert) diverse Abzweige zu Ladegleisen. Ebenso existierte auch westlich des Bahnhofs über die Weichen W6 und W9 eine zweite Verbindung zur Hauptstrecke.
Nun verlief die Strecke zuerst parallel zur Sollingbahn. Dabei wurde in Allershausen etwa 300 Meter hinter dem Bahnhof die Dorfstraße (seinerzeit Bahnhofsthor genannt) überquert sowie nach weiteren ca. 200 Metern über eine Bogenbrücke die Göttinger Straße (Landstraße 554 Uslar–Göttingen). Südlich dieser Brücke existierte auch ein Signal. Nun führte die Strecke weiter auf einem hohen Bahndamm durch eine früher Bornsgrund genannte Flur, ehe sie die Hauptstrecke nach rund 1.000 Metern hinter dem Bahnhof auf einer Balkenbrücke in Richtung Westen überquerte. Nach zwei Einschnitten von ca. 7 und 10 Metern Tiefe nördlich des Wäldchens Eichholz und südlich des Bergs Eichhagen sowie einer dazwischenliegenden kleinen steinernen Bogenbrücke überquerte sie auf einer weiteren steinernen Bogenbrücke die Alleestraße (Kreisstraße 449 Uslar–Bodenfelde) im Süden Uslars und verlief für die nächsten ca. 300 Meter südlich parallel auf einem abfallenden Damm zur Uslarer Wiesenstraße bis zum Bahnhof Uslar Stadt.
Dieser Bahnhof entsprach dabei nicht dem Bahnhof Uslar: Das heute noch vorhandene aus Sandstein erbaute Empfangsgebäude lag gegenüber der Einmündung der Mühlenstraße (die seinerzeit wegen des Bahnhofs Neue Bahnhofstraße hieß) in die Wiesenstraße. Nach einer kleinen Brücke über den Hüttengraben etwa 300 Meter hinter dem Bahnhof existierte am Ortsausgang Richtung Sohlingen zusammen mit dem Anschluss der Sollinger Hütte ein unbeschrankter Bahnübergang über die Bundesstraße 241 (bzw. seinerzeit Reichsstraße 241), wo bis Anfang der 1990er Jahre noch eine Lichtsignalanlage bestand. Auch lagen in diesem Bereich die direkten Gleisanschlüsse an die erwähnten Industriebetriebe.
Zu der Bundesstraße verlief die Bahn nun bis kurz vor Schönhagen mehr oder weniger parallel im Norden mit einem Abstand von circa 10 bis 100 Metern in Richtung Nordwesten im Ahletal. Hierbei wurde hinter Uslar ein Einschnitt passiert, woraufhin dann der Haltepunkt im Osten Sohlingens nahe der Bundesstraße am Ortseingang folgte. Nach einem weiteren Übergang über die Bleichstraße in Sohlingen verlief sie danach teilweise auf kleineren Dämmen. In Kammerborn befand sich der Haltepunkt im nordwestlichen Teil. Zwischen den Dörfern Kammerborn und Schönhagen wurde der Bach Ahle nahe der Teufelsmühle überquert, zu welchem die Bahnstrecke bis dahin parallel südlich verlief. Das Streckenende lag dann bei Kilometer 10,057 auf einer Aufschüttung im nordwestlichen Teil von Schönhagen an der Lindenstraße.

## Streckenbilder

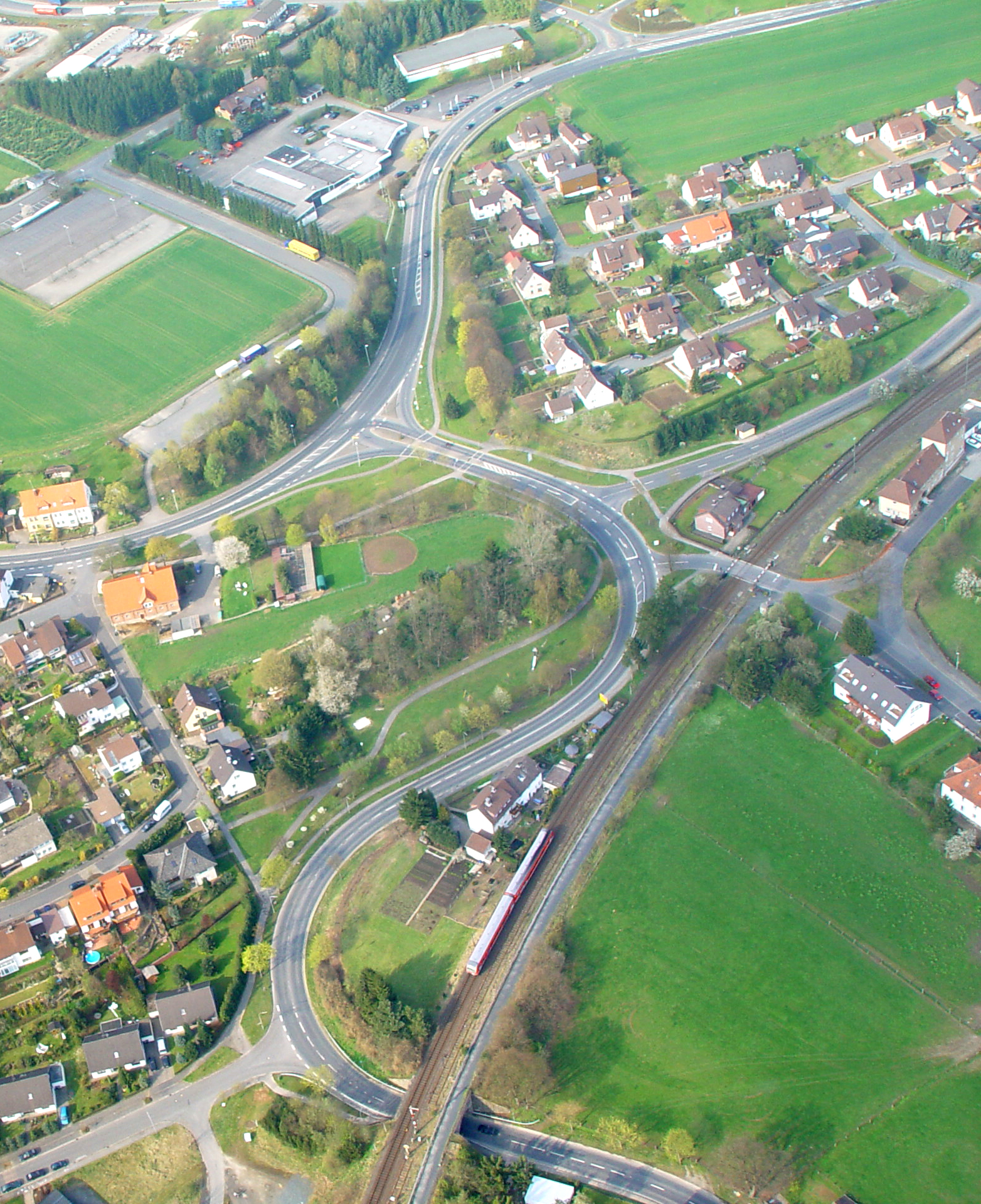
Sollingbahn und diese Strecke überqueren die nach Göttingen führende Landstraße 554 am Ortsrand von Allershausen.
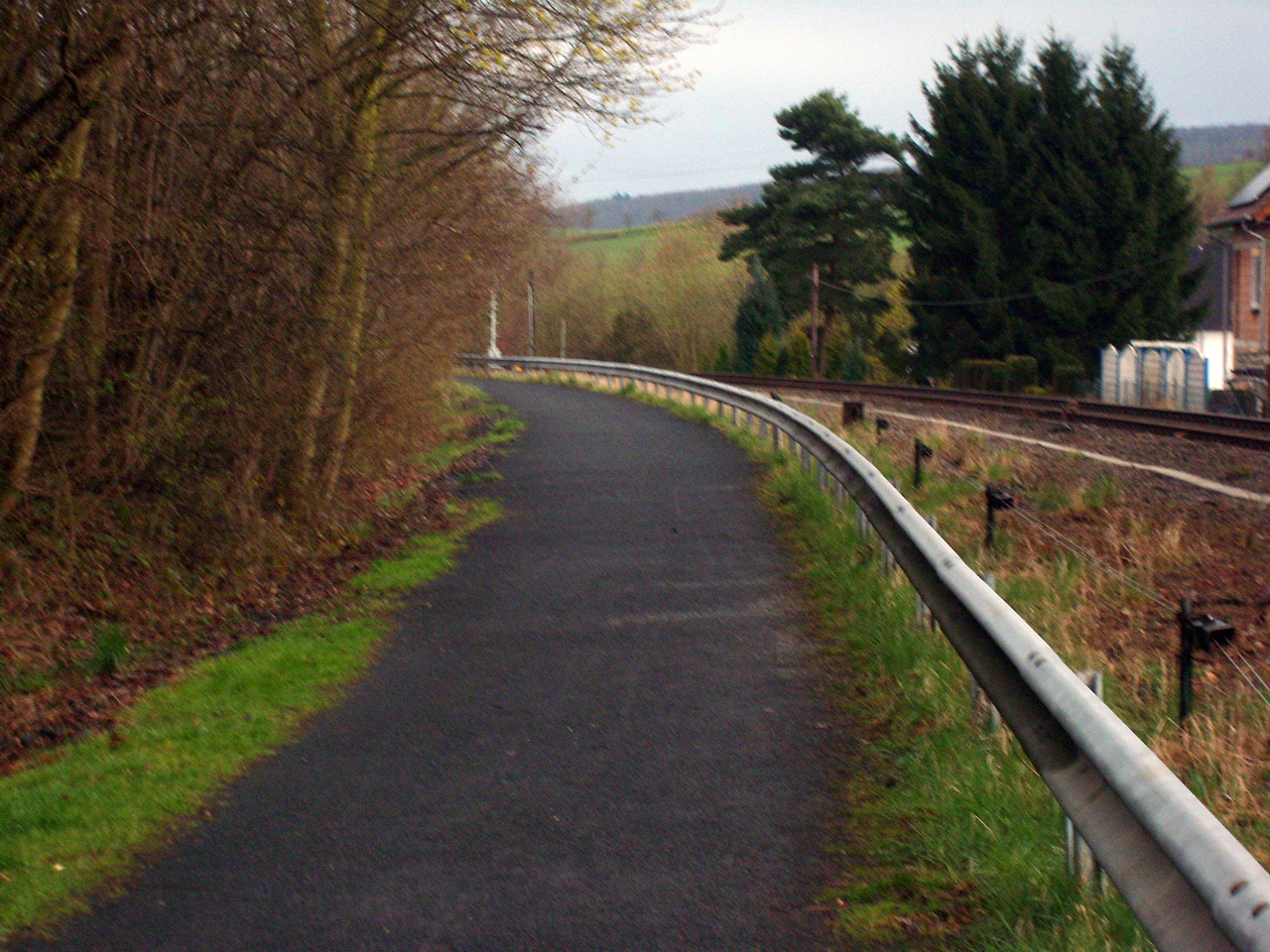
Beginn des Fußwegs auf der zurückgebauten Bahnstrecke am Ortseingang von Allershausen. Rechts verläuft die Sollingbahn.
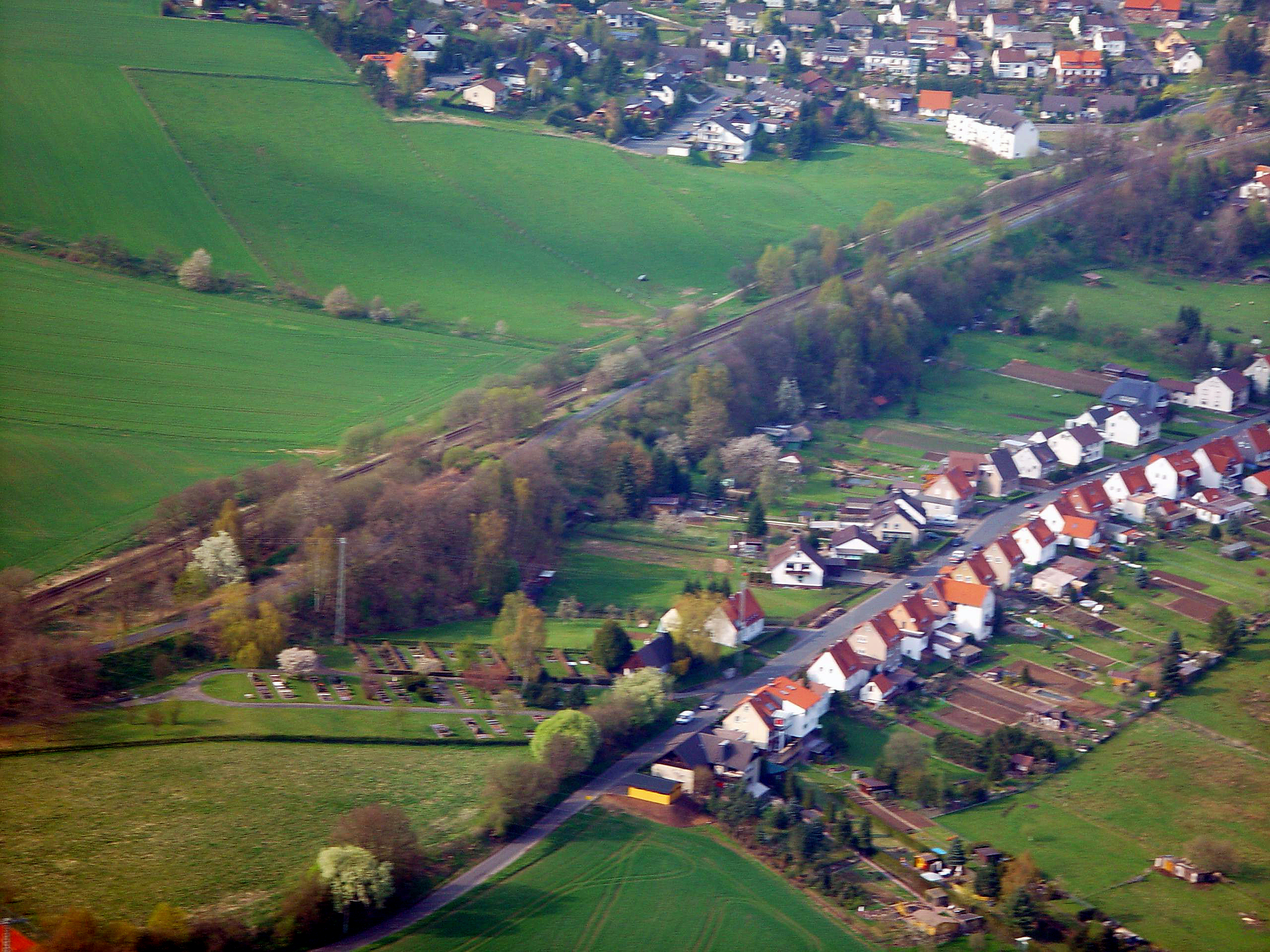
Ehemalige Bahnstrecke (heutiger Fußweg in die Uslarer Innenstadt) kurz vor Überquerung der Sollingbahn zwischen Allershausen und dem Eichholz.
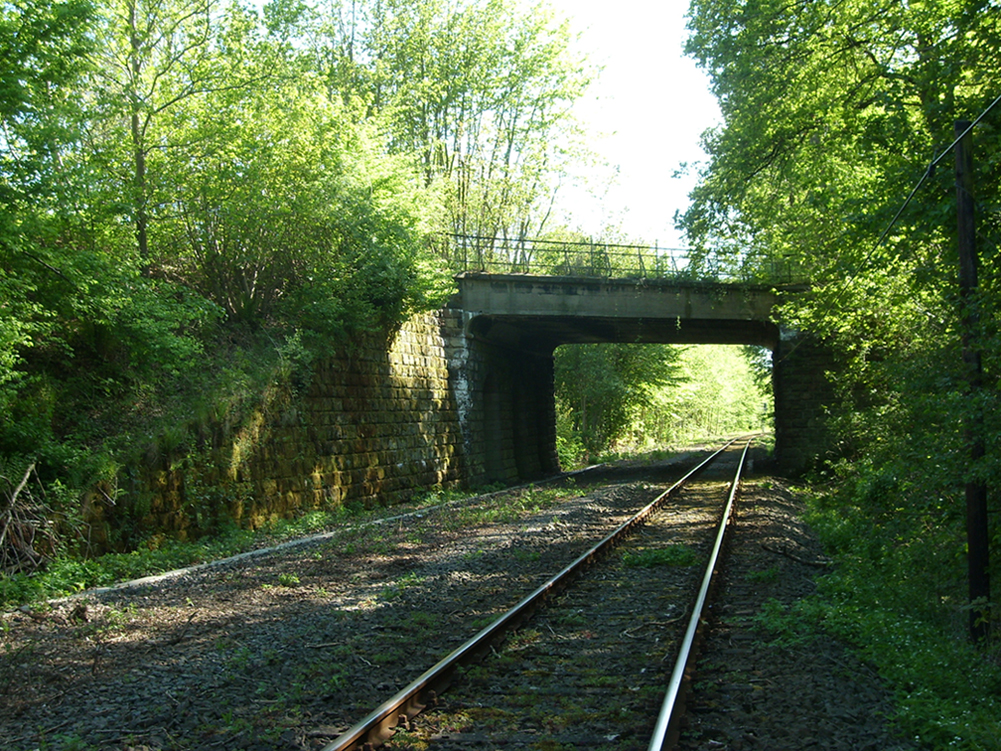
Überquerung der Sollingbahn im südwestlichen Teil Allershausens.
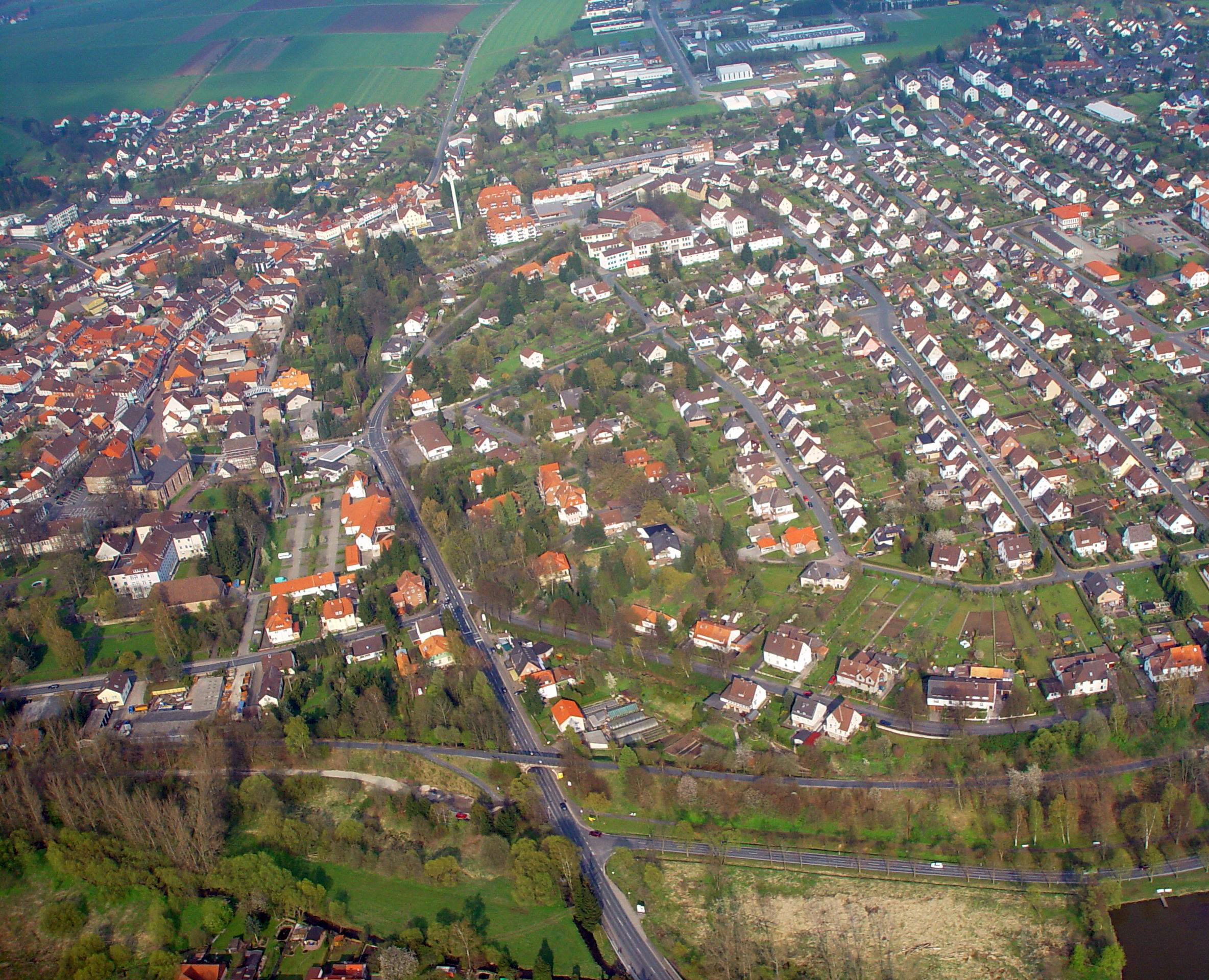
Die Innenstadt von Uslar und die Wohnsiedlung Eichhagen (rechts im Bild). Im unteren Bereich überquert der von Allershausen kommende Fußweg auf der ehemaligen Bahnstrecke die in westlicher Richtung aus Uslar hinausführende Alleestraße.

## Nachweise
1. ↑  Sollinger Nachrichten vom 15. Januar 1898
2. ↑  Sollinger Nachrichten vom 22. Oktober 1927
3. ↑  Sollinger Nachrichten vom 21. November 1925
4. ↑  Sollinger Nachrichten vom 4. Oktober 1927
5. ↑  Sollinger Nachrichten vom 20. September 1927
6. ↑  Sollinger Nachrichten vom 1. Oktober 1927